# Volvo 7900
Volvo 7900 är en buss från Volvo Bussar som tillverkas sedan 2011 då den till en början ersatte Volvo 7500. Karossen görs i rostfritt stål och aluminium och byggs sedan 2023 av MCV i Egypten. Före 2023 byggdes karossen i Wrocław, Polen, samt längre tillbaka även i Säffle, Sverige.

## Utförande
Chassiutbudet bestod i början av Volvo B9L/B9LA och hybridchassit Volvo B5LH i miljöklassen Euro 5 (EEV). Under 2013 kom även ett hybridledbusschassi, vilket var den första hybridbussen på den svenska marknaden som kunde fås som ledbuss och den första hybridledbussen i världen som kunde fås med Euro 6-motor. De dieseldrivna och de bio-/naturgasdrivna varianterna, det vill säga bussarna med Volvo B9L/B9LA-chassi, togs ur produktion 2013, i samband med införandet av miljöklass Euro 6.
Volvo 7900 finns som normallång buss med två axlar samt som ledbuss med tre axlar. Den fanns i början med diesel-, diesel/el-hybrid- eller gasdrift. Från 2014 som vanlig diesel/el-hybrid och laddhybrid samt från 2017 även som helelektrisk variant kallad 7900 Electric med Volvo B0E-chassi, den känns bland annat igen på en ny, uppdaterad front. Den laddas på samma sätt som 7900 laddhybrid vid laddstationer vid ändhållplatserna eller i depåerna.
År 2018 lanserades även en helelektrisk ledbuss.
Bussens kaross som är uppbyggd av rostfritt stål/lättmetall gör att bränsle-/energiförbrukningen blir lägre samt att bussen kan ta fler passagerare jämfört med Volvo 7700 som gjordes helt i stål och som sedan 2012 är helt ersatt av Volvo 7900. Karossen är även lättare att formgiva och är mera formstabil än Volvo 7500 då det är mera stål i karossen.
Våren 2023 meddelade Volvo Bussar i ett pressmeddelande att produktionen av busskarosser i polska Wrocław skulle upphöra från och med hösten samma år. Sedan hösten 2023 tillverkas Volvo 7900 istället av den Egypten-baserade karosstillverkaren MCV som Volvo Bussar börjat samarbeta med efter 2023. I samband med detta utgick hybridvarianterna ur sortimentet. Den första operatören att beställa den egyptentillverkade Volvo 7900 var Demy Schandeler i Luxemburg, vilka gjorde en order om 15 intercitybussar i december 2023.
I slutet av 2024, inför årsmodell 2025, genomgick den elektriska Volvo 7900 en facelift och fick då samma front som den då nylanserade Volvo 8900 Electric.

## I svensk linjetrafik
Till skillnad från tidigare stadsbussar från Volvo Bussar har Volvo 7900 sålt relativt blygsamt i Sverige, i synnerhet de första åren av tillverkningen. Mycket då andra bussmärken etablerat sig, såsom MAN SE med sin Lion's City, vilken under 2010-talet dominerade i många Svenska städer och tagit stora marknadsandelar från både Volvo och Scania. Sedan lanseringen av Volvo 7900 Electric ökade dock försäljningen, inte minst i Göteborg där Transdev gjorde en stororder på över 150 helelektriska ledbussar 2019. Alltså den då största beställningen av modellen i hela EU. Även Karlskrona, Malmö, Sundsvall och Örnsköldsvik hade ett antal Volvo 7900 med el- eller el/dieselhybriddrift i sin stadstrafik under slutet av 2010-talet. Städer som tidigare haft bussar av denna sort är Stockholm och Örebro.

## Galleri

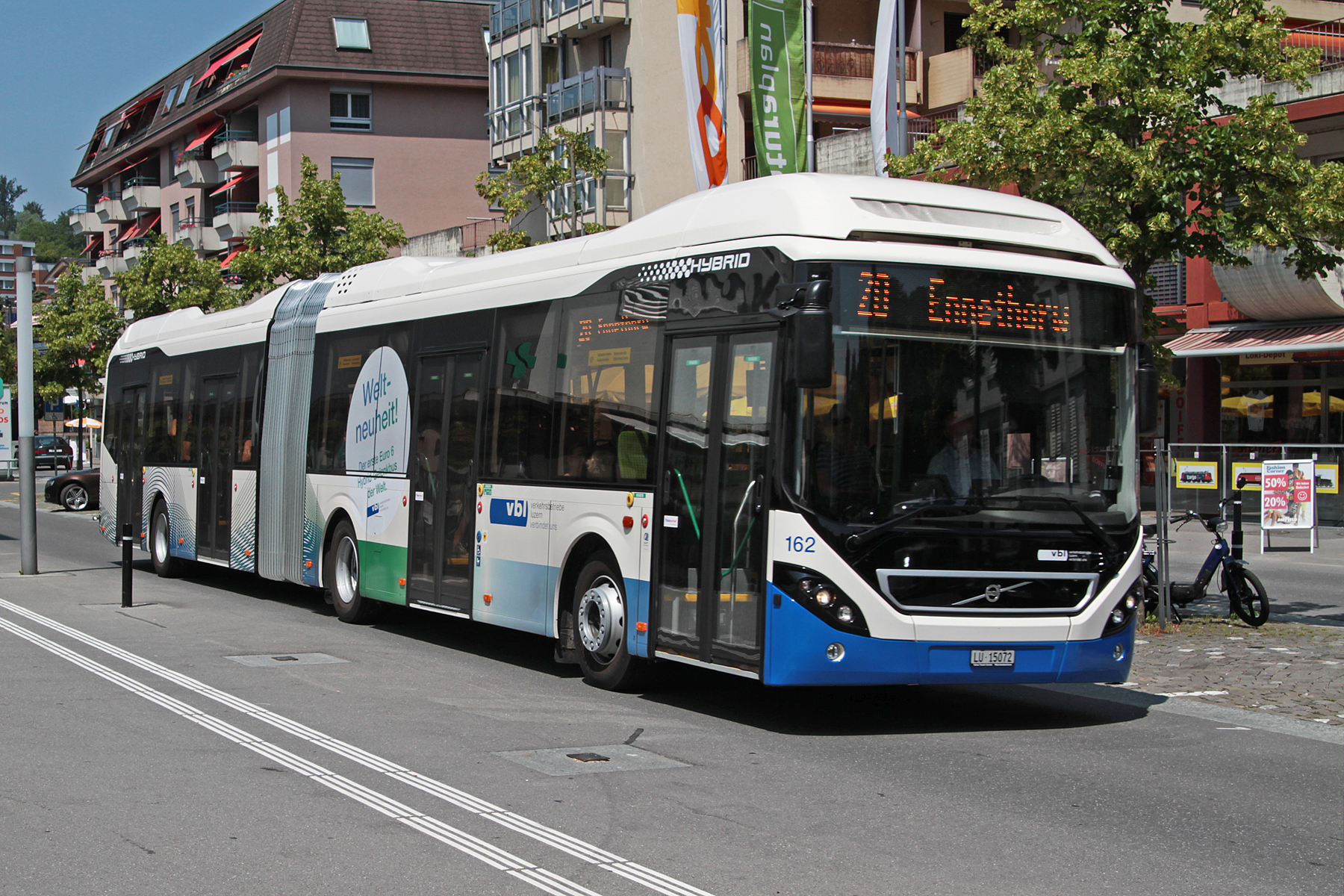
Volvo 7900 hybridledbuss i Luzern, Schweiz.
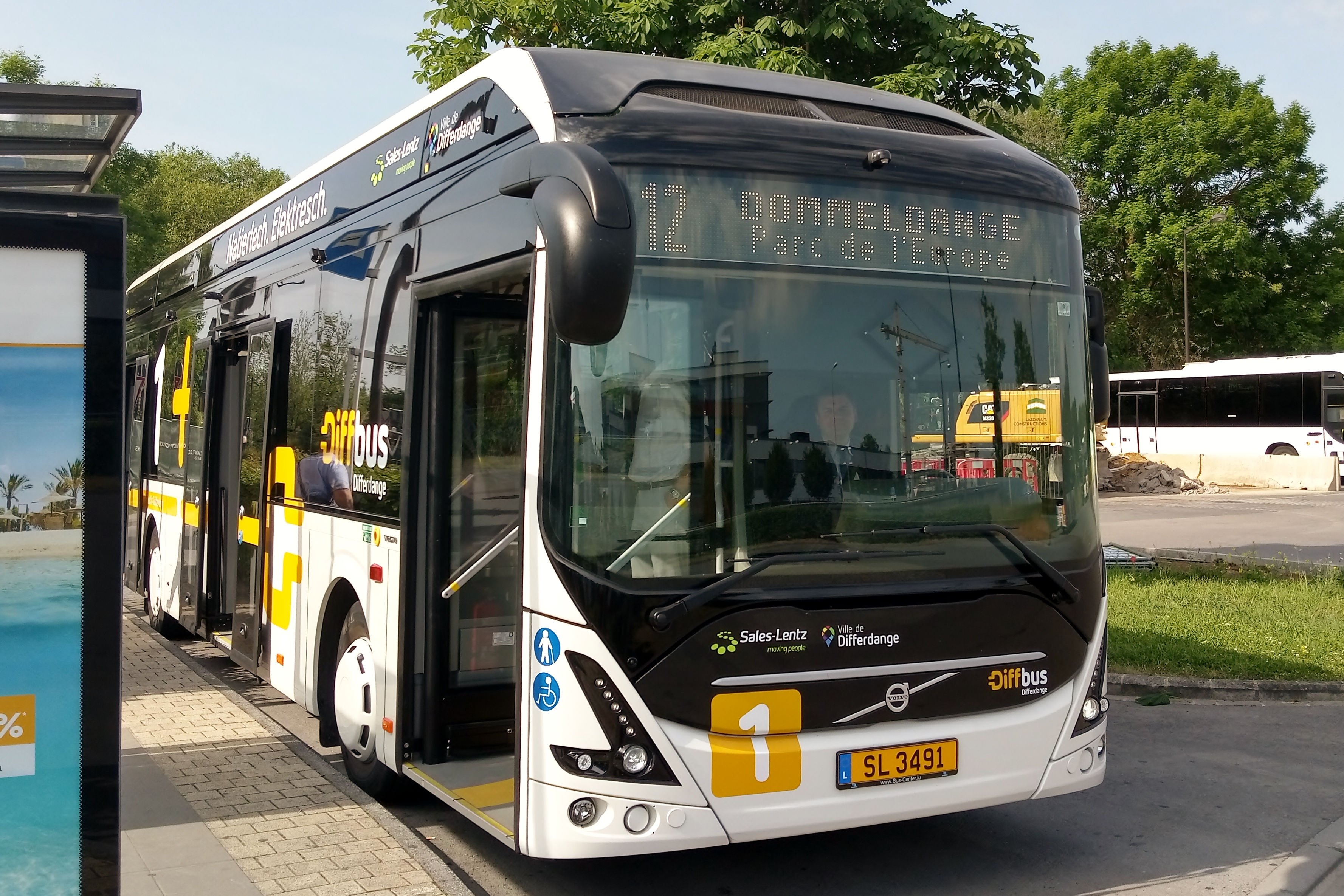
Volvo 7900 Electric i Luxemburg.
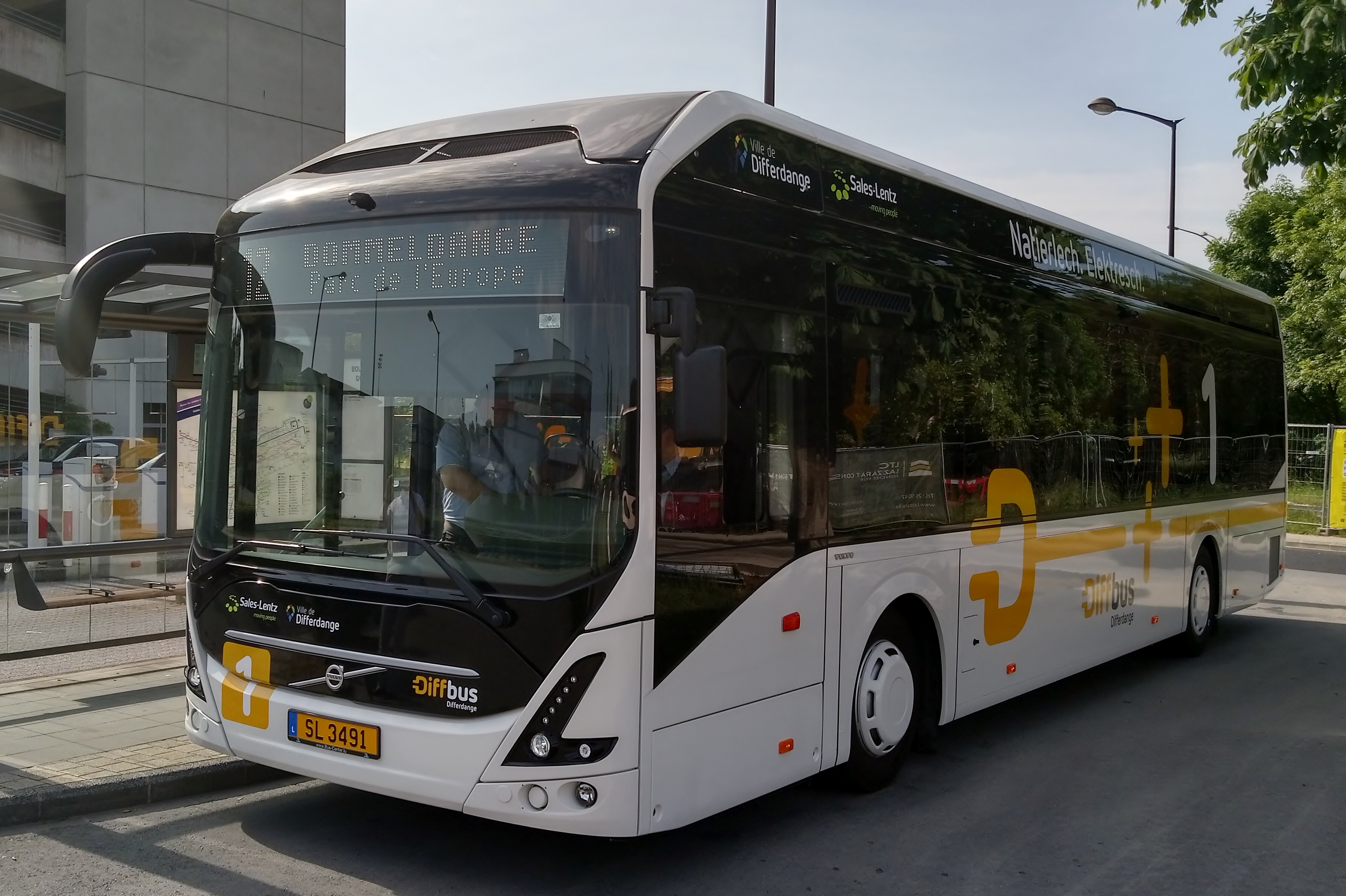
Volvo 7900 Electric i Luxemburg.